# استات رتینیل
استات رتینیل (به انگلیسی: Retinyl acetate) یک ترکیب شیمیایی با شناسه پاب‌کم ۶۳۸۰۳۴ است.